# Хроококк
Xроококк (лат. Chroococcus) — вид цианобактерий порядка хроококковых (Chroococcales), представлена небольшими клетками, не образующими слоевища, иногда образующими небольшие колонии, от двух до четырёх клеток, разделённых тонкой перегородкой, и покрытыми довольно толстым слизистым слоем.
Хроококк широко распространён на болотах среди водных растений и тины.